# Phước Long, Vĩnh Long
Phước Long là một xã thuộc tỉnh Vĩnh Long, Việt Nam.

## Địa lý
Xã Phước Long có vị trí địa lý:
- Phía đông giáp xã Giồng Trôm.
- Phía tây giáp xã Đồng Khởi, ranh giới là sông Hàm Luông.
- Phía nam giáp xã Tân Hào.
- Phía bắc giáp phường An Hội và các xã Lương Phú, Lương Hòa.

Xã Phước Long có diện tích 39,95 km², dân số năm 2025 là 27.284 người, mật độ dân số đạt 682 người/km².

## Hành chính
Xã Phước Long được chia thành 9 ấp.

## Lịch sử
Ngày 6 tháng 12 năm 2019, Hội đồng Nhân dân tỉnh Bến Tre ban hành Nghị quyết 68/NQ-HĐND về việc sáp nhập sáp nhập ấp Mỹ Thạnh vào ấp Phước Mỹ.
Ngày 16 tháng 6 năm 2025, Ủy ban Thường vụ Quốc hội ban hành Nghị quyết số 1687/NQ-UBTVQH15 về việc sắp xếp các đơn vị hành chính cấp xã của tỉnh Vĩnh Long năm 2025. Theo đó, sắp xếp toàn bộ diện tích tự nhiên, quy mô dân số của các xã Phước Long, Long Mỹ và Hưng Phong thành xã mới có tên gọi là xã Phước Long.
Sau khi sáp nhập, xã Phước Long có 39,95 km² diện tích tự nhiên và dân số 27.284 người.

## Phát triển đô thị
Đầu tư xây dựng một số công trình văn hóa cần thiết gắn xúc tiến việc xây dựng xã Phước Long thành xã đô thị loại V trong thời gian sớm nhất, để phát triển thành chuẩn trung tâm của vùng, thành thị trấn của huyện trong tương lai gần nhất.

## Kinh tế - xã hội

### Kinh tế
Phước Long và các xã lân cận tạo thành tiểu vùng 4 của huyện, Phước Long là trung tâm của tiểu vùng.
Kinh tế xã Phước Long từng bước được phát triển, đời sống nhân dân ổn định hơn. Trong số 1.213 ha đất sản xuất nông nghiệp có 296,4 ha sản xuất đạt giá trị trên 50 triệu đồng/ha, chiếm 24,44% so với tổng diện tích; sản xuất tiểu thủ công nghiệp, thương mại, dịch vụ không ngừng được phát triển với 17 cơ sở sản xuất tiểu thủ công nghiệp, 338 điểm kinh doanh dịch vụ góp phần giải quyết việc làm và tăng thu nhập cho người lao động trong xã, đã đưa thu nhập bình quân đầu người đạt 17,5 triệu đồng/người/năm; hàng năm đều kéo giảm được hộ nghèo từ 1 đến 2%. Xã có 2.468 hộ có 479 hộ giàu, 727 hộ khá, 1.554 nhà kiên cố và bán kiên cố, không còn nhà tạm bợ, dột nát. Từ phát triển kinh tế hộ gia đình khá nhân dân cùng nhau đóng góp xây giao thông nông thôn, trong năm 2012 đã bê tông hóa thêm 6.046m đường, nâng tổng số đường nhựa hóa, bê tông hóa của xã, ấp, tổ nhân dân tự quản đến nay 31 km đường và 167 cây cầu bê tông cốt thép với tổng kinh phí xây dựng cầu đường là 11 tỷ 175 triệu đồng; hộ sử dụng điện đạt 99,58%, sử dụng nước hợp vệ sinh đạt 100%.

### Xã hội

#### Giáo dục
Công tác giáo dục có nhiều chuyển biến, toàn xã có 5 trường học, trong đó:
- Trường Tiểu học Phước Long 1 được công nhận đạt chuẩn quốc gia[6]
- Trường THPT Nguyễn Ngọc Thăng (được đổi tên từ trường THPT Phước Long cũ) đang phấn đấu cùng với các trường trong huyện và tỉnh.

#### Y tế
Trạm y tế của xã được nâng lên thành Phòng khám Đa khoa khu vực Phước Long trung tâm tiểu vùng 4 của huyện.

#### Bưu điện
Bưu điện văn hóa xã đưa vào hoạt động trong nhiều năm, xã có Đài truyền thanh và 8 trạm truyền thanh phục vụ đều khắp ở 9/9 ấp.

## Văn hóa
Kết quả bình xét và công nhận gia đình văn hóa đạt 98,95%, gia đình thể thao đạt 29,42%, gia đình sức khỏe đạt 88,45%, người lớn gương mẫu đạt 98,47%, trẻ em chăm ngoan đạt 98,48%. Các thiết chế văn hóa được xây dựng và hoàn thiện, 99,39% hộ có cột cờ đúng quy cách, 89,38 hộ có hàng rào, hàng rào cây xanh các loại, cảnh quan môi trường sạch đẹp, hộ có sân hoa kiển trước nhà đạt 85,25%, hộ có sọt rác, thùng đựng rác đạt 94,08%, hộ có nhà tắm kín đáo đạt 99,31% và 56,77% có hố xí tự hoại. Nhân dân Phước Long luôn chấp hành tốt chủ trương, chình sách của Đảng, pháp luật của Nhà nước; quy chế dân chủ ở cơ sở được thực hiện và trở thành nề nếp, quyền làm chủ của nhân dân được tôn trọng; an ninh chính trị, trật tự an toàn xã hội được ổn định, tạo đều kiện cho nhân dân an tâm sản xuất, tăng thu nhập nâng cao chất lượng cuộc sống gia đình. Hệ thống chính trị của xã thường xuyên được củng cố, kiện toàn và tình đoàn kết nội bộ được giữ vững, hàng năm cán bộ đảng viên đều hoàn thành tốt nhiện vụ được giao, Đảng bộ được công nhận trong sạch vững mạnh.